# 岡田雅利
岡田 雅利（おかだ まさとし、1989年〈平成元年〉6月30日 - ）は、奈良県奈良市出身の元プロ野球選手（捕手、右投右打）。

## 経歴

### プロ入り前
中学生時代は「桜井リトルシニア」に所属し、主将として全国大会にも出場。
日本選手権の関西予選では大会首位打者として表彰された。大阪桐蔭高等学校2年生の時に正捕手として第88回全国高等学校野球選手権大会に出場。1回戦で第78回選抜高等学校野球大会優勝校の横浜高等学校に勝利するも、2回戦で斎藤佑樹を擁する早稲田実業に敗退した。3年生時の第79回選抜高等学校野球大会では中田翔とバッテリーを組みベスト8に進出した。第89回全国高等学校野球選手権大会・大阪大会では決勝で金光大阪高等学校に敗れ準優勝。同期には中田が、1学年下にはプロでチームメイトとなる浅村栄斗がいた。
大阪ガス6年目の2013年、第84回都市対抗野球大会1回戦で「7番・捕手」で先発出場し、4打数2安打だった。8月以降は3番打者を務めた。ドラフト後の10月31日に行われた第39回社会人野球日本選手権大会1回戦では「3番・捕手」で先発出場し、4打数1安打の成績で、チームはJR東日本に敗れた。
2013年10月24日に行われたプロ野球ドラフト会議で埼玉西武ライオンズに6巡目で指名され、契約金4000万円、年俸1000万円（金額は推定）で仮契約を結んだ。背番号は「37」に決まった。

### 西武時代
2014年5月17日の対東北楽天ゴールデンイーグルス戦にて代走でプロ初出場し、18日の対楽天戦にて代打で迎えた初打席は三振に倒れた。5月26日の対広島東洋カープ戦では8番・捕手で初先発出場し、第3打席で初安打を放つと、9月28日の対楽天戦では適時二塁打を放って初打点を挙げた。
2015年7月8日の対オリックス・バファローズ戦の7回にプロ初本塁打を放った。8月8日の対オリックス戦で二塁にヘッドスライディングした際に左肩を痛め、8月9日に出場選手登録を抹消された。
2016年も開幕一軍入りを果たした。開幕後は炭谷銀仁朗のバックアップとして起用されていたが、4月下旬から先発起用されるようになり、この年は22試合で先発出場した。守備面が評価されて47試合に出場したが、打率.227、5打点と打撃面でアピールすることはできなかった。
2017年も開幕を一軍で迎え、5月17日の千葉ロッテマリーンズ戦でプロ初の猛打賞を記録した。この試合で本塁打が出れば、サイクル安打となったが、空振り三振に倒れた。この年は、炭谷と併用されて47試合で先発起用された。特に、野上亮磨・十亀剣・多和田真三郎が先発登板する試合で先発起用された。打撃面ではチーム3位の12犠打を記録した。
2018年は森友哉、炭谷と併用され、52試合に出場。打率.272、3本塁打の成績を残した。オフに右肘関節鏡視下関節形成術を受けた。
2019年は昨オフの手術の影響も無く、無事に開幕一軍入りを果たした。8月4日のオリックス戦で本塁でのタッチプレーの際に左親指を負傷して途中交代。同6日に登録を抹消されると、痛めた左親指に加えて以前から状態が悪かった左膝も同時に手術をした。残りのシーズンはリハビリに費やし、36試合の出場に留まった。オフに背番号が2に変更された。
2020年の春季キャンプでの復帰を目指していたが、新型コロナウイルスの影響で開幕が6月に延期となり、開幕一軍入りを果たした。この年は正捕手の森が打撃不振に陥っていたが、9月6日の北海道日本ハムファイターズ戦でようやくシーズン初安打が出るほど打撃不振に陥り、9月頃からはルーキーの柘植世那がマスクを被る機会が増えていった。シーズンを通して一軍に帯同したが、打率.107で29試合の出場にとどまった。
2021年は5月18日の福岡ソフトバンクホークス戦で2019年7月10日以来、2年ぶりの本塁打を記録した。6月1日に国内FA権を取得した。控え捕手だけでなく代打も担ったが、この年も打率.119と打撃が振るわず、34試合の出場にとどまった。11月30日にFA権を行使した上で西武に残留することを表明。12月3日に現状維持となる推定年俸3000万円で3年契約（年俸変動制）を締結した。
2022年は膝の調子が思わしくなく、一軍では1試合の出場のみ。二軍でも17試合で打率.160、1本塁打5打点と振るわず、7月13日に左膝関節鏡下半月板部分切除術を受け、復帰に3か月かかることが21日に公表された。3年契約の1年目を終え、12月1日に現状維持の3000万円で契約を更改した。
2023年は、左膝の加重位置修正のため、3月14日に大腿骨・脛骨骨切り術を受け、復帰は翌シーズンになる見込みであることが4月27日に発表された。3年契約の2年目を終え、12月1日に2000万円減となる推定年俸1000万円で契約を更改した。
2024年4月の三軍戦で実戦復帰を果たしたものの、一軍昇格とはならず9月3日に同年限りで現役引退することが球団から発表された。引退試合は9月14日の千葉ロッテマリーンズ戦（ベルーナドーム）で行われ、「2番・捕手」で先発出場すると、1回表の守備では先発の羽田慎之介をリードしピンチを招いたものの1失点で切り抜けた。1回裏の攻撃では一死走者なしの場面で、小島和哉から左翼線への二塁打を放った。さらに次打者野村大樹の右飛の間に三塁にヘッドスライディングで進塁したが、後続が続かず残塁に終わった。その後2回表の守備に就いたのち、プレー開始直前に柘植世那と交代して退いた。試合後には引退セレモニーが行われた。9月28日に行われた増田達至の引退試合でも一軍に帯同し、ブルペン捕手として増田の球を受けた。

## 選手としての特徴・人物
社会人時代で遠投120メートル、本塁から二塁への送球1.9秒。50メートル走のタイムは6秒0。
チーム屈指のバント技術を誇り、ピンチバンターとして出場することもある。
明るい性格であり、チームのムードメーカーとしても活躍している。
母校である大阪桐蔭高校の6学年後輩にあたり、チームメイトでもあった森友哉からはリード面を始め様々な相談を受け、試合後も電話で話し込むなど公私ともに慕われている。
親戚に吉田賢吾（北海道日本ハムファイターズ所属）がいる。

## 詳細情報

### 年度別打撃成績
| 年 度      | 球 団      | 試 合 | 打 席 | 打 数 | 得 点 | 安 打 | 二 塁 打 | 三 塁 打 | 本 塁 打 | 塁 打 | 打 点 | 盗 塁 | 盗 塁 死 | 犠 打 | 犠 飛 | 四 球 | 敬 遠 | 死 球 | 三 振 | 併 殺 打 | 打 率 | 出 塁 率 | 長 打 率 | O P S |
| ---------- | ---------- | ----- | ----- | ----- | ----- | ----- | -------- | -------- | -------- | ----- | ----- | ----- | -------- | ----- | ----- | ----- | ----- | ----- | ----- | -------- | ----- | -------- | -------- | ----- |
| 2014       | 西武       | 22    | 36    | 32    | 1     | 6     | 2        | 0        | 0        | 8     | 2     | 0     | 0        | 3     | 0     | 0     | 0     | 1     | 7     | 0        | .188  | .212     | .250     | .462  |
| 2015       | 西武       | 36    | 54    | 50    | 3     | 12    | 0        | 0        | 1        | 15    | 5     | 0     | 0        | 1     | 0     | 3     | 0     | 0     | 10    | 1        | .240  | .283     | .300     | .583  |
| 2016       | 西武       | 47    | 79    | 66    | 3     | 15    | 0        | 0        | 0        | 15    | 5     | 0     | 0        | 2     | 0     | 9     | 0     | 2     | 18    | 2        | .227  | .338     | .227     | .565  |
| 2017       | 西武       | 68    | 172   | 144   | 19    | 33    | 6        | 1        | 0        | 41    | 9     | 0     | 0        | 12    | 0     | 10    | 1     | 6     | 28    | 1        | .229  | .306     | .285     | .591  |
| 2018       | 西武       | 52    | 108   | 92    | 10    | 25    | 3        | 0        | 3        | 37    | 7     | 0     | 1        | 7     | 1     | 7     | 0     | 1     | 17    | 3        | .272  | .327     | .402     | .729  |
| 2019       | 西武       | 36    | 78    | 61    | 8     | 16    | 3        | 1        | 1        | 24    | 7     | 0     | 0        | 6     | 0     | 9     | 0     | 2     | 12    | 1        | .262  | .375     | .393     | .768  |
| 2020       | 西武       | 29    | 65    | 56    | 1     | 6     | 1        | 0        | 0        | 7     | 3     | 0     | 0        | 7     | 0     | 1     | 0     | 1     | 7     | 4        | .107  | .138     | .125     | .263  |
| 2021       | 西武       | 34    | 55    | 42    | 3     | 5     | 1        | 0        | 1        | 9     | 2     | 0     | 0        | 7     | 0     | 4     | 0     | 2     | 5     | 0        | .119  | .229     | .214     | .443  |
| 2022       | 西武       | 1     | 0     | 0     | 0     | 0     | 0        | 0        | 0        | 0     | 0     | 0     | 0        | 0     | 0     | 0     | 0     | 0     | 0     | 0        | ----  | ----     | ----     | ----  |
| 2024       | 西武       | 1     | 1     | 1     | 0     | 1     | 1        | 0        | 0        | 2     | 0     | 0     | 0        | 0     | 0     | 0     | 0     | 0     | 0     | 0        | 1.000 | 1.000    | 2.000    | 3.000 |
| 通算：10年 | 通算：10年 | 326   | 648   | 544   | 48    | 119   | 17       | 2        | 6        | 158   | 40    | 0     | 1        | 45    | 1     | 43    | 1     | 15    | 104   | 12       | .219  | .294     | .290     | .584  |

### 年度別守備成績
| 年 度 | 球 団 | 捕手  | 捕手  | 捕手  | 捕手  | 捕手  | 捕手     | 捕手  | 捕手     | 捕手     | 捕手     | 捕手     |
| 年 度 | 球 団 | 試 合 | 刺 殺 | 補 殺 | 失 策 | 併 殺 | 守 備 率 | 捕 逸 | 企 図 数 | 許 盗 塁 | 盗 塁 刺 | 阻 止 率 |
| ----- | ----- | ----- | ----- | ----- | ----- | ----- | -------- | ----- | -------- | -------- | -------- | -------- |
| 2014  | 西武  | 18    | 54    | 3     | 0     | 1     | 1.000    | 0     | 8        | 7        | 1        | -        |
| 2015  | 西武  | 36    | 92    | 9     | 0     | 1     | 1.000    | 0     | 15       | 10       | 5        | .333     |
| 2016  | 西武  | 45    | 139   | 21    | 1     | 2     | .994     | 1     | 15       | 12       | 3        | .200     |
| 2017  | 西武  | 65    | 314   | 32    | 1     | 6     | .997     | 1     | 18       | 11       | 7        | .387     |
| 2018  | 西武  | 49    | 198   | 16    | 0     | 0     | 1.000    | 1     | 20       | 19       | 1        | .050     |
| 2019  | 西武  | 23    | 112   | 8     | 1     | 0     | .992     | 0     | 13       | 11       | 2        | .154     |
| 2020  | 西武  | 23    | 117   | 10    | 0     | 1     | 1.000    | 0     | 10       | 6        | 4        | .400     |
| 2021  | 西武  | 18    | 67    | 7     | 0     | 0     | 1.000    | 0     | 5        | 3        | 2        | .400     |
| 2022  | 西武  | 1     | 2     | 0     | 0     | 0     | 1.000    | 0     | 0        | 0        | 0        | ----     |
| 2024  | 西武  | 1     | 0     | 0     | 0     | 0     | .000     | 0     | 0        | 0        | 0        | ----     |
| 通算  | 通算  | 278   | 1095  | 106   | 3     | 11    | .998     | 3     | 104      | 79       | 25       | .240     |

### 記録
初記録
- 初出場：2014年5月17日、対東北楽天ゴールデンイーグルス9回戦（秋田県立野球場）、9回表エルネスト・メヒアに代わり代走で出場
- 初打席：2014年5月18日、対東北楽天ゴールデンイーグルス10回戦（岩手県営野球場）、7回表永江恭平に代わり代打で出場、長谷部康平から空振り三振
- 初先発出場：2014年5月26日、対広島東洋カープ2回戦（三次きんさいスタジアム）、8番・捕手で先発出場
- 初安打：同上、6回表に中田廉から左前安打
- 初打点：2014年9月28日、対東北楽天ゴールデンイーグルス23回戦（西武ドーム）、7回裏に西宮悠介から中越適時二塁打
- 初本塁打：2015年7月8日、対オリックス・バファローズ13回戦（西武プリンスドーム）、7回裏に山﨑福也から左越ソロ

### 背番号
- 37（2014年 - 2019年）
- 2（2020年 - 2024年）

### 登場曲
- 「それが大事」大事MANブラザーズバンド（2014年、2018年 - 2024年）
- 「PON DI GAME」CHEHON（2015年）
- 「翔べ! ガンダム」池田鴻（2017年）